# Rhipidia luteipleuralis
Rhipidia luteipleuralis är en tvåvingeart som först beskrevs av Alexander 1931.  Rhipidia luteipleuralis ingår i släktet Rhipidia och familjen småharkrankar. Inga underarter finns listade i Catalogue of Life.